# Paul Jakob von Feuerlein

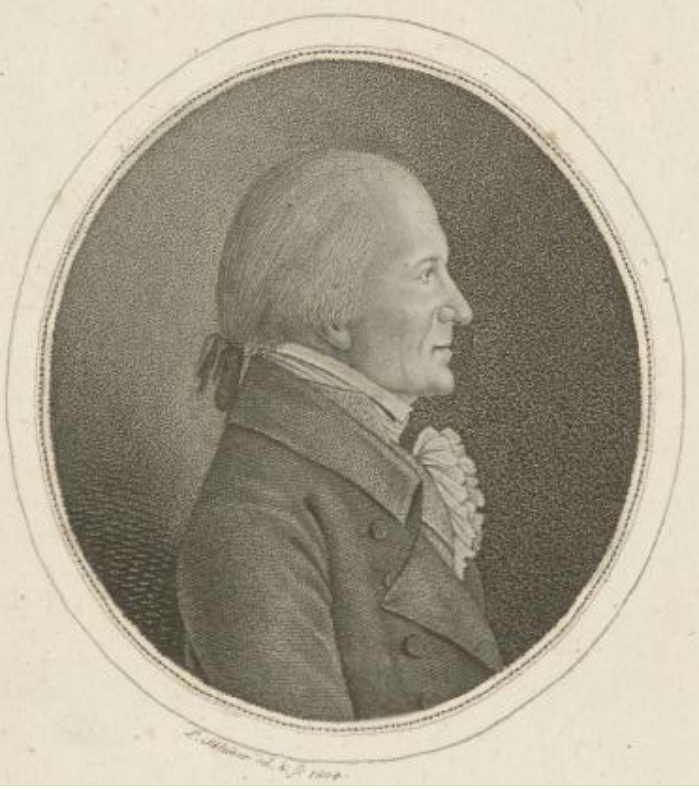
Paul Jakob von Feuerlein, 1804

Paul Jakob Feuerlein (auch Paul Jacob, seit 1790 Ritter und Edler von Feuerlein auf und zu Neuenstadt; * 5. Juni 1752 in Nürnberg; † 11. März 1811 ebenda) war ein deutscher Jurist und Konsulent des Rats der Reichsstadt Nürnberg.

## Abstammung
Paul Jakob Feuerlein entstammte dem alten fränkischen Bürgergeschlecht Feuerlein. Er war der Sohn von Johann Conrad Feuerlein, der ebenfalls Jurist und Ratskonsulent in Nürnberg war.

## Leben
Von 1760 bis 1768 besuchte Paul Jakob Feuerlein den Unterricht am Egidiengymnasium in Nürnberg und trat 1768 ins dortige Auditorium ein. Danach war er von 1769 bis 1771 zum Studium an der Universität Altdorf. Zu seinen Studienfächern zählten neben den historischen, philologischen und philosophischen Wissenschaften auch die Rechtswissenschaften. Am 4. März 1771 disputierte er unter dem Vorsitz von Professor Georg Andreas Will zum Thema De sanctionis Carolinae …. Danach ging er an die Universität Helmstedt, wo er öffentliche und private Vorlesungen aus den Bereichen Jura, Medizin, Philosophie, Geschichte und Mathematik hörte. Zugleich erlernte er dort die englische, französische und italienische Sprache. Er wurde als ordentliches Mitglied in die herzogliche deutsche Gesellschaft in Helmstedt aufgenommen. Im Jahre 1773 unternahm er eine Reise durch die nördlichen Teile des Reichs, die ihn unter anderem nach Braunschweig, Hannover, Hamburg, Lübeck, Berlin, Leipzig, Halle und Jena führte. Nach der Rückkehr verteidigte er in Helmstedt seine Dissertation mit dem Titel De territorio Norico, … Im Jahre 1774 bereiste er die Rheinlande und Holland, dann auch den schwäbischen und fränkischen Reichskreis. Im Jahre 1775 promovierte er in Altdorf zum Doktor der Rechte und wurde 1779 in Nürnberg zum Konsulenten des Rats der Reichsstadt ernannt. Weitere Ämter waren 1784 Assessor am Untergericht, dann 1789 Prokanzler der Universität Altdorf sowie kaiserlicher Hof- und Pfalzgraf.
Am 21. September 1790 wurde er vom Kurfürsten Karl Theodor von der Pfalz und Bayern wegen des Reichsvikariats in den Adel und Reichsritterstand mit dem Prädikat Ritter und Edler von Feuerlein auf und zu Neuenstadt erhoben.
Paul Jakob Feuerlein beteiligte sich bei der Errichtung der Gesellschaft zur Beförderung vaterländischer Industrie, die sich 1792 in Nürnberg konstituierte. In seiner von Amtsgeschäften freien Zeit widmete er sich literarischen und historischen Studien, die er in seiner umfangreichen Privatbibliothek betreiben konnte. Auch als Kunstsammler war er sehr aktiv.

## Familie
Paul Jakob Feuerlein war verheiratet und hinterließ 1811 seine verwitwete Frau mit zwei Töchtern. Somit endete der von Konrad Feuerlein begründete Zweig der Familie Feuerlein im Mannesstamm, aus welchem im 17. und 18. Jahrhundert zahlreiche für die Reichsstadt Nürnberg verdienstvolle Theologen und Gelehrte hervorgegangen waren.

## Werke
- Disputatio de sanctionis Carolinae, seu aureae bullae autographo Norimbergensi ejusque lectionibus variis. Helmstedt 1771
- De Privilegio Dotis Sponsae Competente Disserit Simul Que Viro Illustri Magnifico Consultissimo. Helmstedt 1772
- De territorio Norico, deque jure cognoscendi in subditos intra et extra illud sitos, magistratui Norimbergensi competente. Dissertation, Helmstedt 1773
- Dissertatio inauguralis sistens observationes de nominatis Senatus Norimbergensis numerosioris. Altdorf 1774
- Zahlreiche Aufsätze in periodischen Schriften